# Морварід-Дарре
Морварід-Дарре (перс. مرواريددره) — село в Ірані, у дегестані Нагр-е Міян, у бахші Заліян, шагрестані Шазанд остану Марказі. За даними перепису 2006 року, його населення становило 497 осіб, що проживали у складі 131 сім'ї.

## Клімат
Середня річна температура становить 9,46 °C, середня максимальна – 27,37 °C, а середня мінімальна – -11,62 °C. Середня річна кількість опадів – 286 мм.
| Клімат поселення                              | Клімат поселення | Клімат поселення | Клімат поселення | Клімат поселення | Клімат поселення | Клімат поселення | Клімат поселення | Клімат поселення | Клімат поселення | Клімат поселення | Клімат поселення | Клімат поселення | Клімат поселення |
| Показник                                      | Січ.             | Лют.             | Бер.             | Квіт.            | Трав.            | Черв.            | Лип.             | Серп.            | Вер.             | Жовт.            | Лист.            | Груд.            |                  |
| Середній максимум, °C                         | 3,47             | 5,47             | 8,58             | 15,55            | 20,94            | 25,85            | 27,37            | 27,30            | 22,63            | 16,80            | 10,42            | 5,13             |                  |
| Середня температура, °C                       | −4,08            | −2,08            | 1,04             | 7,99             | 13,38            | 18,29            | 22,24            | 22,19            | 17,51            | 11,68            | 5,32             | 0,03             |                  |
| Середній мінімум, °C                          | −11,62           | −9,65            | −6,52            | 0,44             | 5,82             | 10,74            | 17,14            | 17,08            | 12,41            | 6,56             | 0,20             | −5,09            |                  |
| Норма опадів, мм                              | 41               | 39               | 53               | 40               | 35               | 7                | 1                | 1                | 0                | 7                | 26               | 36               |                  |
| Середньомісячна швидкість вітру, м/с          | 1.57             | 2.37             | 2.58             | 2.80             | 2.50             | 2.12             | 2.00             | 1.97             | 2.02             | 1.86             | 1.58             | 1.83             |                  |
| Середньомісячна сонячна радіація, кДж/м²·день | 9345             | 12378            | 14992            | 18283            | 22303            | 27039            | 26020            | 24240            | 21393            | 15845            | 11011            | 9016             |                  |
| --------------------------------------------- | ---------------- | ---------------- | ---------------- | ---------------- | ---------------- | ---------------- | ---------------- | ---------------- | ---------------- | ---------------- | ---------------- | ---------------- | ---------------- |
| Джерело:                                      |                  |                  |                  |                  |                  |                  |                  |                  |                  |                  |                  |                  |                  |